# دانيال ايسبوسيتو
دانيال ايسبوسيتو (بالإنجليزية: Daniel Esposito)‏ هو رياضي خماسي أسترالي، ولد في 25 نوفمبر 1963.

## وصلات خارجية
- دانيال ايسبوسيتو على موقع أوليمبيديا (الإنجليزية)
- دانيال ايسبوسيتو على موقع اللجنة الأولمبية الأسترالية (الإنجليزية)